# Hironori Ōtsuka II
Ne doit pas être confondu avec Hironori Ōtsuka.
Pour les articles homonymes, voir Otsuka et Jirō.
Sensei Jirō Ōtsuka, 10e dan de karaté Wadō-ryū, est né le 24 février 1934 à Tokyo, au Japon et décédé le 26 juin 2015. Il est le fils du fondateur du karaté Wadō-ryū.

## Historique
Il est diplômé de l'Université Meiji où il a obtenu un diplôme en économie. Jiro Otsuka a commencé sa formation en karaté Wadō-ryū à l'âge de quinze ans. C'est durant cette période que son père, Hironori Ōtsuka, fondateur du Wadō-ryū, délivra le grade de 5e dan à Tatsuo Suzuki, le plus haut grade délivré en wado-ryu à cette époque. Il a également pratiqué d'autres disciplines dont l'iaido, le kendo, le judo, l'aïkido, le ju-jitsu. À la mort de son père, en 1982, il change son prénom personnel et se fait appeler Hironori Ōtsuka II.

## Vie privée
Il est marié et père de trois enfants. Kazutaka (1965), Rika (1967) et Kazumichi (1968).

## Paroles de Hironori (Jiro) Ōtsuka II
«  Il faut considérer le Wado Ryu comme une école de Ju-jutsu à laquelle ont été ajoutées des techniques de Karaté d’Okinawa et des techniques d’armes issues des écoles japonaises de sabre Yagyu et Toda. C’est ce qui explique que le Wado est bien plus proche des Budo japonais traditionnels que des arts martiaux d’Okinawa. Le Wado-Ryu n’est pas un sport ... Le but premier consiste à mettre l’adversaire hors de combat... »